# Pointe de Corsen
Pointe de Corsen är en udde i kommunen Plouarzel, departementet Finistère, regionen Bretagne som är det franska fastlandets västligaste punkt.

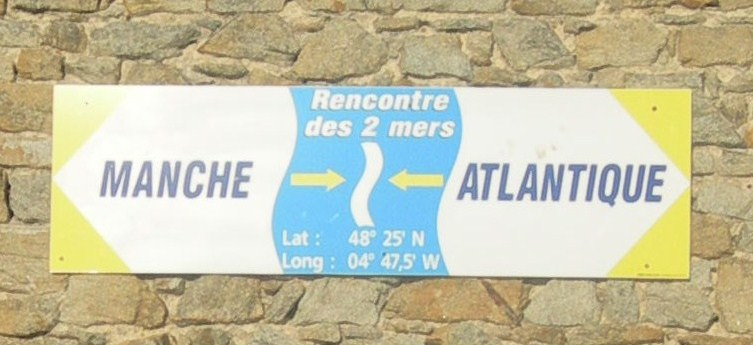
Pointe de Corsen utgör gränsen mellan Engelska kanalen (Manche på franska) och Atlanten vilket markeras av ett monument på udden.
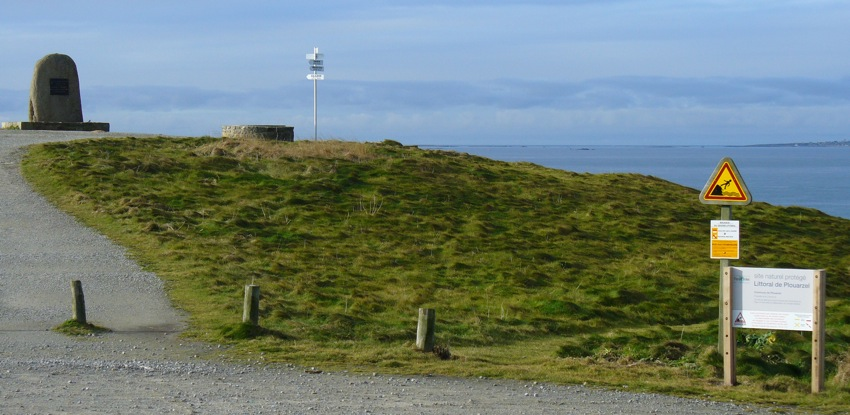
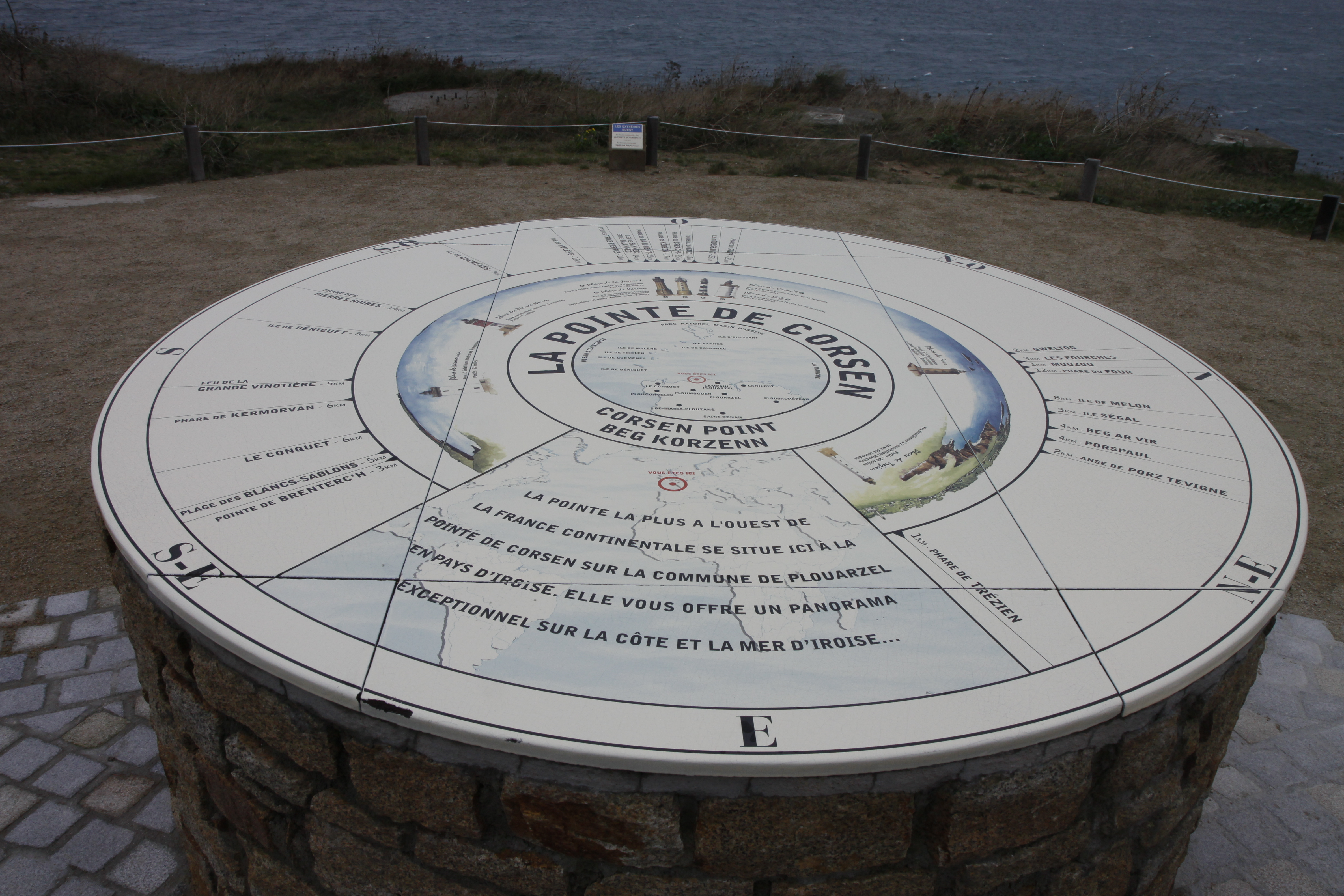
"Riktningsvisare" på udden.